# Fredrik Krebs

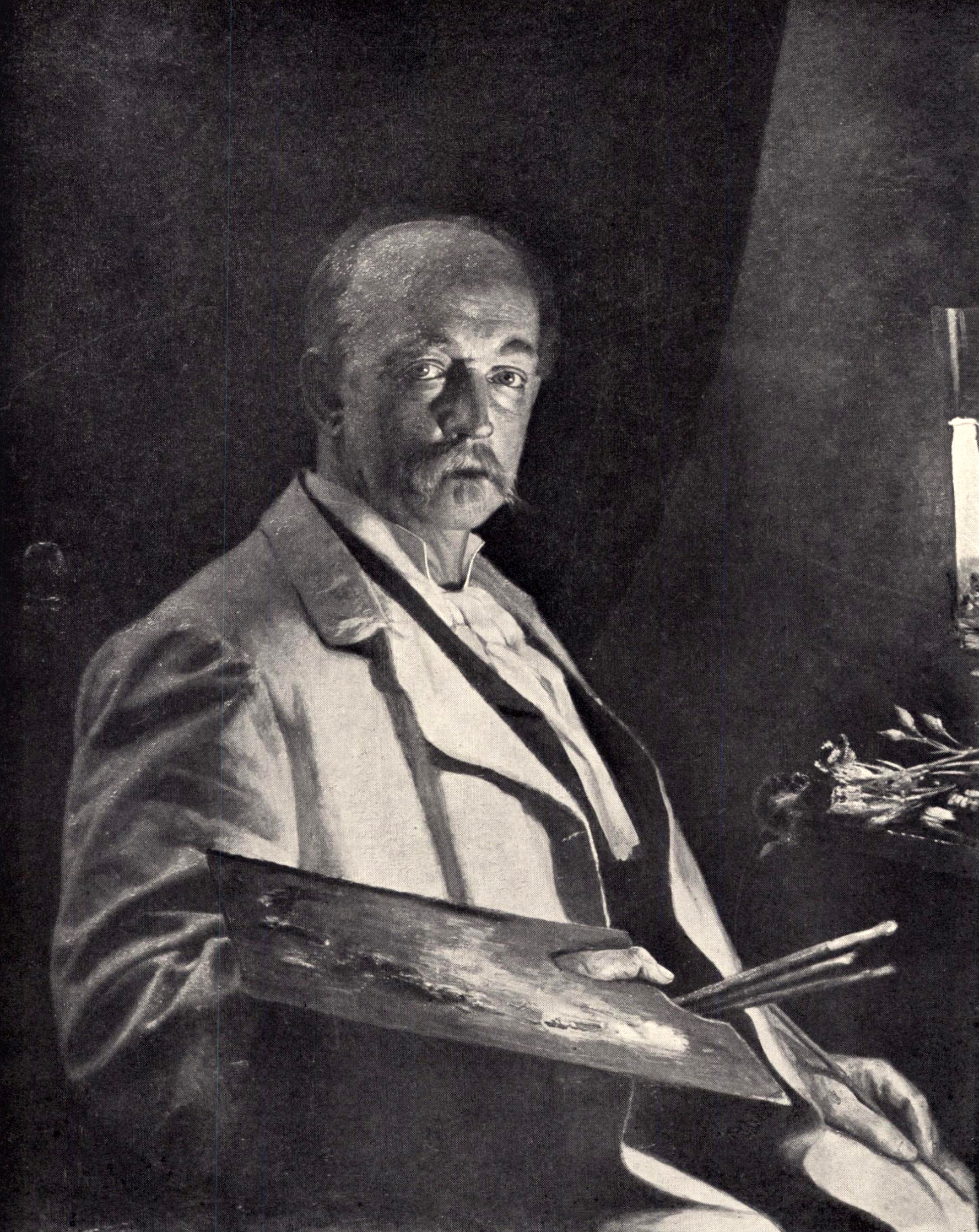
Fredrik Krebs. Självporträtt i olja.

Christian Fredrik (Friedrich) Krebs, född 24 augusti 1845 i Reinbek i Tyskland,, död 28 maj 1925 i Sankt Peters kloster, Lund, var en dansk-svensk målare.

## Biografi
Krebs utbildades vid Det Kongelige Danske Kunstakademi i Köpenhamn 1862-1868. Han flyttade till Lund 1882 där han blev teckningslärare vid Dövstumsinstitutet, nuvarande Östervångsskolan, och senare  (1907-1910) på Tekniska skolan, nuvarande Polhemskolan. I Lund var han en av grundarna av ett teosofiskt sällskap.
Han utförde altartavlor, genreporträtt (bland annat Hon bor icke här på Malmö konstmuseum) med mera. Målningarna präglas av ett minutiöst detaljstudium och olika belysningseffekter. Bland hans porträtt märks ett av lektor Emil Peterson i Murarehuset, Lund. Bland hans elever märks Axel Ebbe, Gotthard Sandberg och Theodor Jönsson.